# Cyklistika na Letních olympijských hrách 1980
Cyklistické soutěže na Letních olympijských hrách v Moskvě.

## Silniční cyklistika

### Muži
| Kategorie                      | Zlato                                                                                 | Stříbro                                                                                                | Bronz                                                                                   |
| ------------------------------ | ------------------------------------------------------------------------------------- | --- | --------------------------------------------------------------------------------------- |
| Muži závod s hromadným startem | Sergej Suchoručenkov · Sovětský svaz (URS)                                            | Czesław Lang · Polsko (POL)                                                                            | Jurij Barinov · Sovětský svaz (URS)                                                     |
| Muži časovka družstev          | Sovětský svaz (URS) · Jurij Kaširin · Oleg Logvin · Sergej Šelpakov · Anatolij Jarkin | Německá demokratická republika (GDR) · Falk Boden · Bernd Drogan · Olaf Ludwig · Hans-Joachim Hartnick | Československo (TCH) · Michal Klasa · Vlastibor Konečný · Alipi Kostadinov · Jiří Škoda |

## Dráhová cyklistika

### Muži
| Kategorie                   | Zlato                                                                                      | Stříbro | Bronz                                                                          |
| --------------------------- | ------------------------------------------------------------------------------------------ | --- | ------------------------------------------------------------------------------ |
| 1000 m s pevným startem     | Lothar Thoms · Německá demokratická republika (GDR)                                        | Alexandr Panfilov · Sovětský svaz (URS)                                                                    | David Weller · Jamajka (JAM)                                                   |
| stíhací závod (jednotlivci) | Robert Dill-Bundi · Švýcarsko (SUI)                                                        | Alain Bondue · Francie (FRA)                                                                               | Hans-Henrik Ørsted · Dánsko (DEN)                                              |
| sprint (jednotlivci)        | Lutz Heßlich · Německá demokratická republika (GDR)                                        | Yave Cahard · Francie (FRA)                                                                                | Sergej Kopylov · Sovětský svaz (URS)                                           |
| stíhací závod (družstva)    | Sovětský svaz (URS) · Viktor Manakov · Valerij Movčan · Vladimir Osokin · Vitalij Petrakov | Německá demokratická republika (GDR) · Gerald Mortag · Uwe Unterwalder · Matthias Wiegand · Volker Winkler | Československo (TCH) · Theodor Černý · Martin Penc · Jiří Pokorný · Igor Sláma |

## Přehled medailí
| Pořadí | Země                           | Zlato | Stříbro | Bronz | Celkově |
| ------ | ------------------------------ | ----- | ------- | ----- | ------- |
| 1.     | Sovětský svaz                  | 3     | 1       | 2     | 6       |
| 2.     | Německá demokratická republika | 2     | 2       | 0     | 4       |
| 3.     | Švýcarsko                      | 1     | 0       | 0     | 1       |
| 4.     | Francie                        | 0     | 2       | 0     | 2       |
| 5.     | Polsko                         | 0     | 1       | 0     | 1       |
| 6.     | Československo                 | 0     | 0       | 2     | 2       |
| 7.     | Dánsko                         | 0     | 0       | 1     | 1       |
| 7.     | Jamajka                        | 0     | 0       | 1     | 1       |